# Pántaras
Pántaras es una aldea española situada en la parroquia de Allonca, del municipio de Fonsagrada, en la provincia de Lugo, Galicia.

## Geografía
Pántaras es una aldea ubicada dentro de la Reserva de la biosfera Río Eo, Oscos y Tierras de Burón.

## Demografía
| Gráfica de evolución demográfica de Pántaras entre 2000 y 2019 |
|                                                                |
| Datos según el nomenclátor publicado por el INE.               |

## Patrimonio

### Material
En Pántaras destacan sus casas de piedra de arquitectura tradicional, y sus monumentos naturales, como el Teixo de Carballo, a Pena del Cuco y el Carballal das Veigas (compartido con Fonfría).

### Inmaterial
Pántaras es el punto de partida de la Ruta dos Pintores, que debe su nombre a los pintores Manuel López-Monteserín, de Allonquiña, y Benjamín Álvarez Llano, de Pántaras.